# إيتسيك زوهار
إيتسيك زوهار (بالعبرية: איציק זוהר‏) هو لاعب كرة قدم إسرائيلي في مركز الوسط، ولد في 31 أكتوبر 1970 في بات يام في إسرائيل. شارك مع منتخب إسرائيل تحت 21 سنة لكرة القدم ومنتخب إسرائيل لكرة القدم. أما مع النوادي، فقد لعب مع بيتار القدس ورويال أنتويرب وكريستال بالاس ومكابي حيفا ومكابي نتانيا ونادي مكابي تل أبيب.

## وصلات خارجية
- إيتسيك زوهار على موقع الاتحاد الأوربي (الإنجليزية)
- إيتسيك زوهار على موقع قاعدة بيانات كرة القدم.إي يو (الإنجليزية)
- إيتسيك زوهار على موقع ناشيونال فوتبول تيمز (الإنجليزية)
- إيتسيك زوهار على موقع Soccerbase.com (لاعب) (الإنجليزية)
- إيتسيك زوهار على موقع عالم كرة القدم.نت (الإنجليزية)
- إيتسيك زوهار على موقع IMDb (الإنجليزية)